# ドント・ルック・バック・イントゥ・ザ・サン
ドント・ルック・バック・イントゥ・ザ・サン (Don't Look Back into the Sun) は、ザ・リバティーンズの4thシングル。NMEの「シングル・オブ・ザ・ウィーク」に選ばれた。シングルとしてのみリリースされ、アルバムに収録されていなかったが、ベスト盤『ベスト・オブ・ザ・リバティーンズ〜TIME FOR HEROES』に収録された。
2007年5月、NMEの「グレイテスト・インディー・アンセムズ・エヴァー 50」で5位に選ばれた。収録曲の「デス・オン・ザ・ステアーズ」はバーナード・バトラーにより再レコーディングされたものとなっている。
2003年を代表する曲としてザ・ビューにカバーされ『Radio 1 Established 1967』に収録された。

## 収録曲

### CD 1
1. ドント・ルック・バック・イントゥ・ザ・サン - Don't Look Back Into The Sun
2. デス・オン・ザ・ステアーズ（ニュー・レコーディング） - Death on the Stairs (New Recording)
3. テル・ザ・キング（デモ） - Tell the King (Demo)

### CD 2
1. ドント・ルック・バック・イントゥ・ザ・サン - Don't Look Back Into The Sun
2. スキント・アンド・ミンテッド（デモ） - Skint and Minted (Demo)
3. モッキングバード - Mockingbird

### 7"
1. ドント・ルック・バック・イントゥ・ザ・サン - Don't Look Back Into The Sun
2. デス・オン・ザ・ステアーズ（ニュー・レコーディング） - Death on the Stairs (New Recording)